# Rebelião de Monmouth

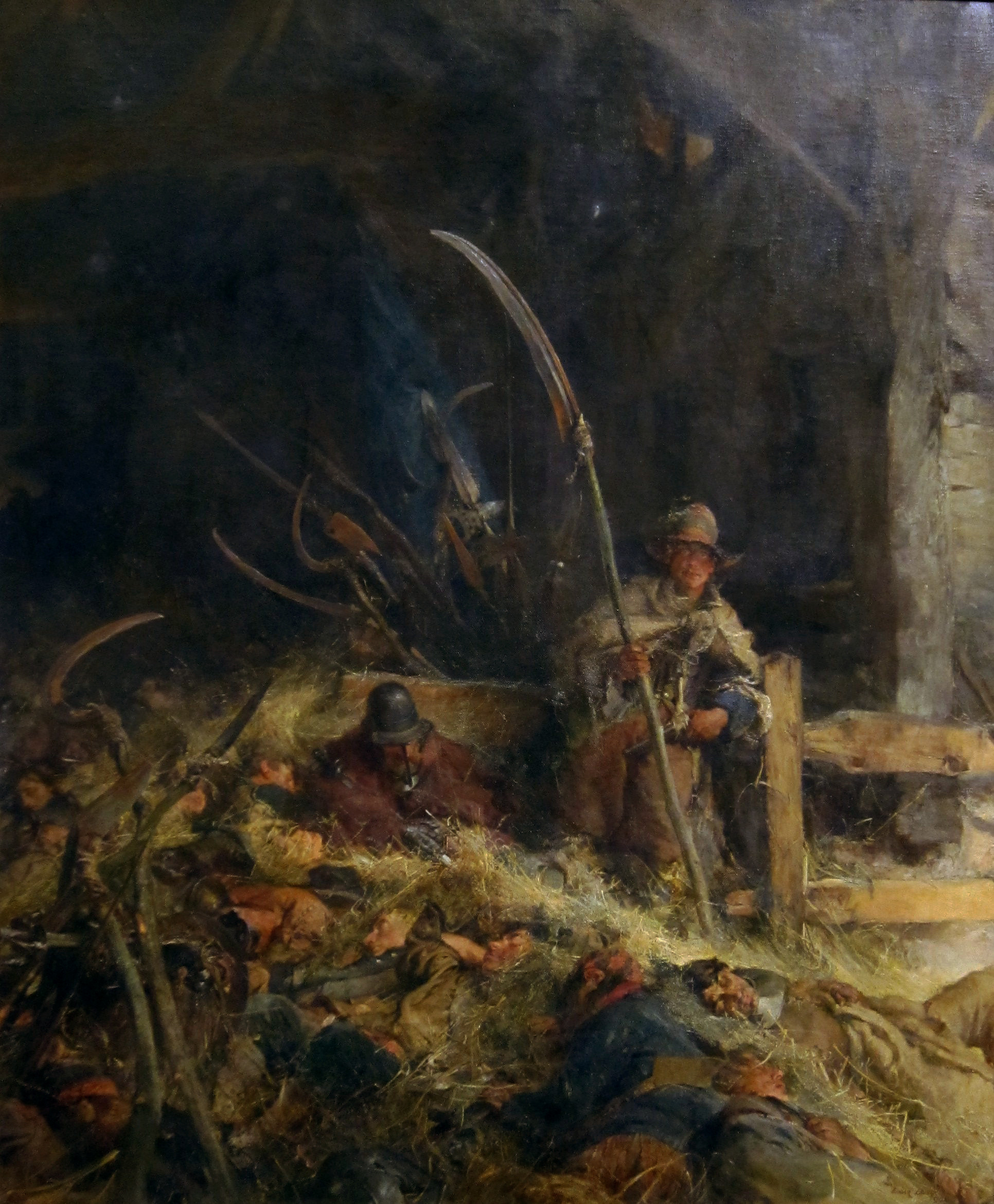
The Morning of Sedgemoor, por Edgar Bundy

A Rebelião de Monmouth, também conhecida como a Rebelião Pitchfork, a Revolta do Oeste ou a rebelião de West Country, foi uma tentativa de derrubar Jaime II. Ele se tornou rei da Inglaterra, Escócia e Irlanda após a morte de seu irmão mais velho, Carlos II da Inglaterra, em 6 de fevereiro de 1685. Jaime II era católico romano e alguns protestantes sob seu governo se opuseram ao seu reinado. Jaime Scott, 1.º Duque de Monmouth, o filho ilegítimo mais velho de Carlos II, reivindicou o trono na tentativa de deslocar seu tio.
Planos foram discutidos para derrubar o rei após o fracasso do plano Rye House Plot para assassinar Charles II e James em 1683, enquanto Monmouth estava em exílio auto-imposto na República Holandesa. A rebelião de Monmouth foi coordenada com o Argyll's Rising, uma rebelião na Escócia, onde Archibald Campbell, 9º Conde de Argyll, desembarcou com uma pequena força. O duque de Monmouth era popular no sudoeste da Inglaterra, então planejava recrutar tropas localmente e assumir o controle da área antes de marchar para Londres.
Monmouth desembarcou em Lyme Regis em 11 de junho de 1685. Nas semanas seguintes, seu crescente exército de não-conformistas, artesãos e trabalhadores agrícolas travou uma série de escaramuças com milícias locais e soldados regulares comandados por Louis de Duras, 2º Conde de Feversham, e John Churchill. As forças de Monmouth foram incapazes de competir com o exército regular e não conseguiram capturar a cidade de Bristol. A rebelião terminou com a derrota do exército de Monmouth na Batalha de Sedgemoor em 6 de julho de 1685 por forças lideradas por Feversham e Churchill.
Monmouth foi decapitado por traição em 15 de julho de 1685. Muitos de seus partidários foram julgados durante os Bloody Assizes - uma série de julgamentos iniciados em Winchester em 25 de agosto de 1685 após a Batalha de Sedgemoor -, liderados pelo juiz Jeffreys, e foram condenados à morte ou transporte. Jaime II conseguiu consolidar seu poder e reinou até 1688, quando foi deposto por outro sobrinho, Guilherme III de Orange, na Revolução Gloriosa.